# Persone di cognome Herrera
| Questa pagina contiene informazioni ricavate automaticamente dalle voci biografiche con l'ausilio del template Bio e di un bot. L'aggiornamento è periodico e automatico e ricostruisce completamente la pagina. Se manca una persona in questa lista, sei pregato di non aggiungerla, ma accertati piuttosto che la sua voce biografica contenga il template Bio e che i dati anagrafici siano correttamente compilati. Se il template Bio manca, inseriscilo tu stesso o, in alternativa, metti l'avviso {{tmp\|Bio}} che ne segnala la mancanza. Se i dati riportati sono sbagliati, correggi direttamente la voce biografica; le modifiche saranno visibili in questa lista entro pochi giorni. Per chiarimenti vedi il progetto biografie. La lista contiene solo le 46 persone che sono citate nell'enciclopedia e per le quali è stato implementato correttamente il template Bio. Pagina aggiornata al 22 ott 2022. |

Questa è una lista di persone presenti nell'enciclopedia che hanno il cognome Herrera, suddivise per attività principale.

## Allenatori di calcio(3)
- Hernán Darío Herrera, allenatore di calcio e ex calciatore colombiano (Angelópolis, n.1957)
- Marcelo Herrera, allenatore di calcio e ex calciatore argentino (San Salvador de Jujuy, n.1966)
- Miguel Herrera, allenatore di calcio e ex calciatore messicano (Cuautepec de Hinojosa, n.1968)

## Attori(5)
- Barbara Herrera, attrice italiana (n.1922)
- Judy Herrera, attrice statunitense (Albuquerque)
- Kristin Herrera, attrice statunitense (Los Angeles, n.1989)
- Socorro Herrera, attrice statunitense
- Ximena Herrera, attrice e modella messicana (La Paz, n.1979)

## Batteristi(1)
- Raymond Herrera, batterista statunitense (Los Angeles, n.1972)

## Calciatori(19)
- Aaron Herrera, calciatore statunitense (Las Cruces, n.1997)
- Atilio Herrera, ex calciatore argentino (Buenos Aires, n.1951)
- Diego Herrera, ex calciatore ecuadoriano (Quito, n.1969)
- Eduardo Herrera, calciatore messicano (Città del Messico, n.1988)
- Edward Herrera, calciatore maltese (Pietà, n.1986)
- Efraín Herrera, ex calciatore messicano (Città del Messico, n.1959)
- Emanuel Herrera, calciatore argentino (Rosario, n.1987)
- Esteban Herrera, ex calciatore argentino (Villa Constitución, n.1981)
- Germán Herrera, ex calciatore argentino (Granadero Baigorria, n.1983)
- Germán Andrés Herrera, calciatore argentino (Rosario, n.1993)
- Guido Herrera, calciatore argentino (Río Cuarto, n.1992)
- Jhoel Herrera, calciatore peruviano (Lima, n.1980)
- Johnny Herrera, calciatore cileno (Angol, n.1981)
- Jonathan Herrera, calciatore argentino (Buenos Aires, n.1991)
- Marcelo Herrera, calciatore argentino (Ledesma, n.1992)
- Martín Herrera, ex calciatore argentino (Río Cuarto, n.1970)
- Melissa Herrera, calciatrice costaricana (Heredia, n.1996)
- Robert Herrera, calciatore uruguaiano (Montevideo, n.1989)
- Óscar Herrera, calciatore cileno (San Vicente de Tagua Tagua - † 2015)

## Cantanti(1)
- Mike Herrera, cantante statunitense (Bremerton, n.1976)

## Cestisti(1)
- Alex Herrera, cestista statunitense (Ignacio, n.1992)

## Compositori(1)
- Lorenzo Herrera, compositore venezuelano (Caracas, n.1896 - Caracas, † 1960)

## Danzatori(2)
- Paloma Herrera, ballerina argentina (Buenos Aires, n.1975)
- Roberto Herrera, ballerino e coreografo argentino (San Salvador de Jujuy, n.1963)

## Mezzosoprani(1)
- Nancy Fabiola Herrera, mezzosoprano spagnola (Guarenas, n.1965)

## Modelli(1)
- Elena Herrera, modella spagnola

## Pittori(2)
- Francisco Herrera il Giovane, pittore e architetto spagnolo (Siviglia, n.1622 - Madrid, † 1685)
- Francisco Herrera il Vecchio, pittore spagnolo (Siviglia - Madrid)

## Politici(2)
- Ernesto Herrera, politico e avvocato filippino (Samboan, n.1942 - Makati, † 2015)
- Nicolás Herrera, politico e giurista uruguaiano (Montevideo, n.1775 - Montevideo, † 1833)

## Pugili(1)
- Eladio Herrera, pugile argentino (Buenos Aires, n.1930 - † 2014)

## Rugbisti a 15(1)
- Ramiro Herrera, rugbista a 15 argentino (Comodoro Rivadavia, n.1989)

## Scacchisti(1)
- Irisberto Herrera, scacchista cubano (Las Tunas, n.1968)

## Stilisti(1)
- Carolina Herrera, stilista venezuelana (Caracas, n.1939)

## Tennisti(1)
- Luis Herrera, ex tennista messicano (Città del Messico, n.1971)

## Tuffatori(1)
- Briadam Herrera, tuffatore statunitense (L'Avana, n.1995)

## Velocisti(1)
- Arquímedes Herrera, velocista venezuelano (Bobures, n.1935 - Maracaibo, † 2013)